# Diocese de Ciudad Rodrigo
A Diocese de Ciudad Rodrigo (latim: Dioecesis Civitatensis) é uma diocese latina da Igreja Católica, localizada na cidade de Ciudad Rodrigo na província eclesiástica de Valladolid.

## História
O Bispado de Ciudad Rodrigo, de origem medieval, é considerado uma continuação canônica de Caliabria, elevada à categoria de Diocese no período visigótico segundo o "Suevo Parroquial" (cf. P. David, Etudes historiques sur la Galice et le Portugal, p. 37) e situada perto da foz dos rios Águeda e Côa, no Douro, a dois quilômetros de Castelo Melhor e oitenta de Ciudad Rodrigo.
A cidade de Ciudad Rodrigo foi reconquistada por volta do ano 1102 pelo [Conde Rodrigo González de Girón]], de onde recebeu o nome de "Civitas Roderici". (Ciudad Rodrigo), a cidade assumiu importância decisiva durante o reinado de Fernando II de Leão (1157-1188). O monarca leonês incentivou seu repovoamento, concedeu-lhe muitos privilégios e, para dar mais estabilidade a essa população, pensou em estabelecer ali um bispado.
Segundo o Arcebispo de Santiago de Compostela, Dom Fernando II determinou a fundação da Diocese de Ciudad Rodrigo em 13 de fevereiro de 1161 (cf. A. López Ferreiro, História da Igreja de Santiago, Santiago 1901, 4, ap. 30, p. 78 ). No entanto, o nome de qualquer bispo não aparece até 10 de junho de 1168, quando ele escreve: " Dominicus, electus Civitas Roderici " ( cf. A. López Ferreiro, Historia de la Iglesia de Santiago, 4, ap. 39, p. 97-98 ). Seus bispos se consideravam sucessores da antiga Diocese de Caliabria; Por isso, eles também assinaram com o título de "Caliabriensis" (cf. F. Fita, Dom Domingo, bispo de Caliabria, em "Bol. Academia de la Historia", 62, 1913, 270-275 ).
A criação da nova Diocese encontrou dificuldades em Salamanca, que viu seus territórios reduzidos para o Ocidente, mas a discussão dos limites foi resolvida nas concordatas dos anos de 1173 e 1174 ( cf. J. Conzález, Regesta de Fernando II, n. 30, p. 253; F. Marcos Rodríguez, Catálogo de documentos do arquivo catedralício de Salamanca, Salamanca 1962, n. 59, p. 20-21; e M. Villar y Macías, Historia de Salamanca, I, p. 236 ). Com estes acordos e os relatórios favoráveis levados a Roma pelo legado Cardeal Jacinto, obteve-se do Papa Alexandre III a aprovação e confirmação definitiva da Sé Civitatense, concedida pela Bula de 25 de maio de 1175 ( Cf. F. Fita, El Papa Alejandro III y la Diocesis de Ciudad Rodrigo in «Bol. Academia de la Historia», 62, 1913, 155). Permaneceu sufragânea de Santiago de Compostela e pertenceu a esta arquidiocese até 1851, quando foi criada a Província Eclesiástica de Valladolid, da qual Ciudad Rodrigo passou a fazer parte. A linha divisória entre Ciudad Rodrigo e Salamanca, segundo os acordos acima mencionados, foi feita entre os rios Huebra e Yeltes. A oeste, a Diocese de Ciudad Rodrigo estendia-se até ao atual Portugal, onde contava com quarenta e cinco paróquias na região do Sabugal e que perdeu definitivamente durante o Cisma do Ocidente (1378-1417). Apesar das reivindicações feitas pelo Bispo Alfonso de Paradinas (1469-1485), o Papa Sisto IV confirmou o desmembramento pela Bula Papal de 21 de junho de 1481. O bispo Martín de Salvatierra (1591-1601) tentou novamente, mas a confirmação não foi revogada. Com a Diocese de Coria os limites foram fixados nos concórdias dos anos 1193 e 1223, ficando dentro de Ciudad Rodrigo o arcebispado de Sierra de Gata com os municípios de Eljas, Trevejo, San Martín de Trevejo, Villamiel, Descargamaría e Robledillo de Gata (Cáceres).
As frequentes guerras com Portugal foram muito desastrosas para a Diocese; mas o Bispado nunca foi interrompido. As igrejas, muitas vezes saqueadas e destruídas, foram restauradas principalmente durante os séculos XVI e XVII.
A Concordata de 1851 determinou a supressão da Diocese, mas isso não foi executado. A Sé ficou vaga por 24 anos, de 1843 a 1867. Deste ano até 1884, Ciudad Rodrigo foi governada pelos bispos de Salamanca como Administradores Apostólicos. Em 1884, Ciudad Rodrigo recebeu seu próprio bispo, embora ainda como Administrador Apostólico. Esta situação mudou em 2 de fevereiro de 1950, quando, por Bula Papal do Papa Pio XII, Dom Jesús Enciso Viana tornou-se bispo residencial. Como consequência da Concordata de 1953, os limites da Diocese sofreram uma nova variação em 20 de julho de 1958, para ajustar a delimitação territorial eclesiástica à da província de Salamanca. Por esta razão, Ciudad Rodrigo cedeu o supracitado arcebispado de Sierra de Gata a Coria-Cáceres. Recebeu, no entanto, dentro da província de Salamanca as paróquias de Aldeanueva de la Sierra, Anaya de Huebra com sua filial Gallegos de Huebra, Avililla de la Sierra, Mieza, Muñoz, San Muñoz, Sanchón de la Sagrada, La Sagrada, Tamames e Villares de Yeltes com a filial de Pedro Alvarado ( cf. «Actae Apostolicae Sedis» 51, 1.959, 38-40 ). O Mosteiro de Porta Coeli de El Zarzoso também se mudou para Ciudad Rodrigo. Não é o caso do Santuário da Virgem da Peña de Francia, apesar de sua proximidade geográfica.
Entre os prelados mais ilustres da Diocese de Civitatense, vale destacar: D. Alfonso de Paradinas (1469-1485), fundador da Igreja Nacional Espanhola de Santiago, em Roma, e do Hospital dos Espanhóis, na Cidade Eterna. D. Juan Pardo de Tavera (1514-1523), fundador do Convento de Santa Cruz para freiras agostinianas e construtor da abside da Catedral, e mais tarde arcebispo de Toledo e cardeal. D. Pedro Pacheco (1537-1539), cardeal e reformador da Universidade de Salamanca, que participou do Concílio de Trento. D. Diego de Simancas (1564-1568), do Conselho da Inquisição, vice-rei de Nápoles e escritor. Martín de Salvatierra (1591-1604), que celebrou o primeiro Sínodo diocesano e fundou o convento dos Franciscanos Descalços. D. Jerónimo Ruíz de Camargo (1613-1622), de grande erudição bíblica. Gregorio Téllez (1721-1737), promotor da devoção ao Sagrado Coração de Jesus. D. Cayetano Antonio Cuadrillero (1763-1777), fundador do Seminário diocesano e do Hospício ou Casa Cuna.
Mais recentemente, devemos mencionar D. José Tomás de Mazarrasa (1884-1907), o primeiro Administrador Apostólico de Ciudad Rodrigo quando cessou a Administração Apostólica do Bispo de Salamanca, fundador do Asilo das Pequenas Irmãs dos Anciãos Desamparados, do Convento das Carmelitas Descalças e do Colégio da Companhia de Santa Teresa. E D. Demetrio Mansilla Reoyo (1964-1988), eminente historiador, que participou do Concílio Vaticano II e governou a Diocese de Ciudad Rodrigo por 24 anos.

## Lista de Bispos
- Servus Dei 633-646 (Bispo de Caliabria)
- Celedonio 653-660? (Bispo de Caliabria)
- Aloario 666-670? (Bispo de Caliabria)
- Ervigio 688- (?) (Bispo de Caliabria)

A Diocese de Caliábria muda-se a Miróbriga no tempo dos godos
Dominação árabe
- Domingo (1168-1172)
- Pedro de Põe-te (1174-1189)
- Martin (1190-1211)
- Sede vaga (1211-1214)
- Lombardo (1214-1227)
- Miguel (1227-1245)
- Pedro II. (1245-1251) (?)
- Leonardo (1252-1259) (?)
- Domingo Martín (1263-1274) (?)
- Pedro III. (1274-1284)
- Antonio (1285-1300)
- Velasco Pérez (1290 (?)-1297)
- Alfonso I. (1300-1314)
- Alfonso II., Ou.P. (?)
- Bernardo (?-1324)
- Juan I. (1324-?)
- Juan II. (?-1339)
- Alfonso III. (1344-1371) (?)
- Fernando de Pedrosa (1382-1383, nomeado Bispo de Cartagena)
- Gonzalo (1384-?)
- Juan III. (?-1387)
- Jerónimo (1389-1398)
- Rodrigo (1384-1391)
- Gonzalo (1403-1408) (?) (Administrador Apostólico, também Bispo de Lamego, Portugal)
- Andrés Díaz (1410-1422) (também Bispo de Ajaccio em Córsega)
- Gonzalo Porres de Cibdat (?-1411)
- Alfonso Manuel (1411-1427)
- Alfonso Sánchez de Ávila (1428-?)
- Alfonso V (?-1429)
- Sancho (1431-1433) (também Bispo de Orta e Minervino (Itália))
- Alfonso Sánchez de Valladolid (1433-1455)
- Alfonso de Palenzuela (1460-1469, nomeado bispo de Oviedo)
- Alfonso de Paradinas (1469-1485)
- Pedro Beltrán (1485-1487, nomeado Bispo de Tui)
- Diego de Muros, Ou.Merc. (1487-1492)
- Juan de Ortega (1493-1499, nomeado Bispo de Calahorra)
- Diego de Peralta (1499-1501)
- Valeriano Ordóñez Villaquirán (24 setembro 1501 - 22 dezembro 1508, nomeado bispo de Oviedo)
- Francisco de Bobadilla (22 janeiro 1509 - 18 novembro 1510, nomeado bispo de Salamanca)
- Francisco Ruiz, Ou.F.M. (18 novembro 1510 - 14 julho 1514, nomeado Bispo de Ávila)
- Juan Pardo de Tavera (14 julho 1514 - 31 dezembro 1523, nomeado Bispo de Osma)
- Pedro Portocarrero (31 dezembro 1523 - 26 junho 1525, nomeado Arcebispo de Granada)
- Gonzalo Maldonado (3 julho 1525 - 29 junho 1530)
- Pedro Fernández Manrique (14 dezembro 1530 - 11 abril 1537, nomeado Bispo de Córdoba)
- Pedro Pacheco Ladrão de Guevara (11 abril 1537 - 21 maio 1539, nomeado Bispo de Pamplona)
- Antonio Ramírez de Haro (18 agosto 1539 - 27 junho 1541, nomeado Bispo de Calahorra)
- Francisco de Navarra e Hualde (22 maio 1542 - 14 dezembro 1545, nomeado Bispo de Badajoz)
- Juan Aceres (8 janeiro 1546 - 31 julho 1549)
- Pedro Ponce de Leão (27 junho 1550 - 26 janeiro 1560, nomeado Bispo de Plasencia)
- Diego de Covarrubias e Leiva (26 janeiro 1560 - 16 outubro 1564, nomeado Bispo de Segovia)
- Diego de Simancas (15 dezembro 1564 - 3 dezembro 1568, nomeado Bispo de Badajoz)
- Andrés Pérez (10 dezembro 1568-1583)
- Pedro Vélez Guevara (9 janeiro 1584 -1585)
- Bernardo Sandoval e Vermelhas (8 janeiro 1586 - 16 março 1588, nomeado Bispo de Pamplona)
- Pedro Maldonado (23 março 1588 -1591)
- Martín de Salvatierra (15 maio 1591 -1604)
- Pedro Ponce de Léon II (31 agosto 1605 - 29 março 1610, nomeado Bispo de Zamora)
- Antonio Idiáquez Manrique (26 maio 1610 - 4 fevereiro 1613, nomeado Bispo de Segovia)
- Jerónimo Ruiz Camargo (12 agosto 1613 - 23 maio 1622, nomeado Bispo de Coria)
- Agustín Antolínez, Ou.S.A. (10 maio 1623 - 1 julho 1624) (depois Arcebispo de Santiago de Compostela)
- Martín Fernández Portocarrero (19 julho 1624-1625)
- Juan da Torre Ayala (7 janeiro 1626 - 13 junho 1638, nomeado Bispo de Zamora)
- Francisco Díaz Alarcón e Covarrubias (11 abril 1639 - 18 outubro 1645, nomeado bispo de Salamanca)
- Juan Pérez Delgado (3 dezembro 1646 - 11 outubro 1655, nomeado bispo de Salamanca)
- Diego de Tejada e a Guarda (1656-1658, nomeado Bispo de Pamplona)
- Diego Requelme e Quirós (1658-1661, nomeado bispo de Oviedo)
- Antonio de Castañón (1662-1667, nomeado Bispo de Zamora)
- Miguel de Cardenas, Ou. Carm. (1667-1671)
- Alonso Bernardo de Rios e Guzmán, Ou.SS.T. (16 novembro 1671 - 13 setembro 1677, nomeado Arcebispo de Granada)
- Juan de Andaya e Sotomayor (1678-1678)
- Sebastián Catalão (1679-1687)
- José González, Ou.Merc. (1688-1695, nomeado Bispo de Plasencia)
- Francisco Manuel de Zúñiga Sotomayor e Mendoza, Ou.S.A. (1695-17l2)
- José Díez Santos de San Pedro (28 maio 1714 - 24 outubro 1719)
- Gregorio Téllez, Ou.F.M. Conv. (3 fevereiro 1721 - 2 março 1738)
- Clemente Comenge Avio (3 março 1738 - 12 dezembro 1747)
- Pedro Gómez da Torre (2 dezembro 1748 - 24 maio 1756, nomeado Bispo de Plasencia)
- José Francisco Biguezal (1756-2 dezembro 1762)
- Cayetano Antonio Cuadrillero Mota (18 julho 1763 - 15 dezembro 1777, nomeado Bispo de Leão)
- Agustín de Alvarado e Castillo (14 dezembro 1778 - 21 julho 1781)
- Ildefonso Molina Santaella (17 fevereiro 1783 - 4 dezembro 1784)
- Benito Uría Valdés, Ou.S.B. (26 setembro 1785 - 23 julho 1810)
- Pedro Manuel Ramírez da Piscina (19 dezembro 1814 - 21 agosto 1835)
- Pedro Alcántara e Jiménez (1835-1843)

Sede vaga (1843-1867)
Bispos de Salamanca, Administradores Apostólicos de Cidade Rodrigo (1.867-1.884)
- Anastasio Rodrigo Yusto (1867) (Administrador, Bispo de Salamanca e após Burgos)
- Cardeal Joaquín Lluch e Garriga, Ou.C.D. (1868-1875) (Administrador, Bispo de Salamanca e após Barcelona)
- Narciso Martínez Esquerdo (1875-1885) (Administrador, Bispo de Salamanca e após Madri-Alcalá)

Administradores Apostólicos de Cidade Rodrigo (1.884-1.950)
- José Tomás de Mazarrasa e Rivas (27 março 1885 - 11 março 1907) (Administrador)
- Ramón Barberá e Boada (19 dezembro 1907 - 28 maio 1914) (Administrador, depois Bispo de Palencia)
- Manuel María Vidal e Boullon (25 fevereiro 1915 - 27 outubro 1923) (Administrador, depois Bispo de Tui)
- Silverio Velasco Pérez (18 dezembro 1924 - 5 dezembro 1927) (Administrador, Bispo Titular de Ticelia)
- Manuel López Arana (1929-1941) (Administrador, depois Bispo Titular de Curium)
- Máximo Yurramendi Alcain (1945-1949) (Administrador, Bispo Titular de Messena)

Bispos Residenciais
- Jesús Enciso Viana (12 outubro 1949 - 30 maio 1955, nomeado Bispo de Maiorca)
- José Bascuñana e López (11 junho 1955 - 20 maio 1964, nomeado Bispo de Solsona)
- Demetrio Mansilla Reoyo (7 julho 1964 - 7 janeiro 1988)
- Antonio Ceballos Atienza (7 janeiro 1988 - 10 dezembro 1993) (depois Bispo de Cadiz e Ceuta)
- Julián López Martín (15 julho 1994 - 19 março 2002, nomeado Bispo de Leão)
- Atilano Rodríguez Martínez (26 fevereiro 2003 - 2 de fevereiro 2011, nomeado Bispo de Sigüenza-Guadalajara)
- Cecilio Raúl Berzosa Martínez (9 de abril 2011 - 16 de janeiro 2019), renunciou
  - Francisco Gil Hellín (15 de junho 2018 - 16 de janeiro 2019), administrador apostólico
  - Jesús García Burillo (16 de janeiro de 2019 - 15 de novembro de 2021), administrador apostólico
- José Luis Retana Gozalo (desde 15 de novembro de 2021)